# Niebieski szlak turystyczny Tarnów – Wielki Rogacz
Szlak Tarnów – Wielki Rogacz – Niebiesko znakowany pieszy szlak turystyczny z Tarnowa na szczyt Wielkiego Rogacza. Jest trzecim co do długości szlakiem w polskich Karpatach i piątym na terenie polskich gór. Ma długość 184 km, jego przejście zajmuje ok. 55 godzin. Przebiega przez: Pogórze Ciężkowickie, Pogórze Rożnowskie, Beskid Wyspowy, Gorce (Pasmo Gorca i Lubania), Pieniny (Właściwe oraz Małe) i Beskid Sądecki (Pasmo Radziejowej). Najwyżej położonym punktem trasy jest szczyt Lubania (1211 m n.p.m.) w Gorcach.

## Przebieg

### Pogórze Ciężkowickie
- Tarnów
- Zawada
- Łękawica
- Trzemeska Góra
- Tuchów
- Burzyn
- Brzanka, 534 m
- Jodłówka Tuchowska
- Rzepiennik Strzyżewski

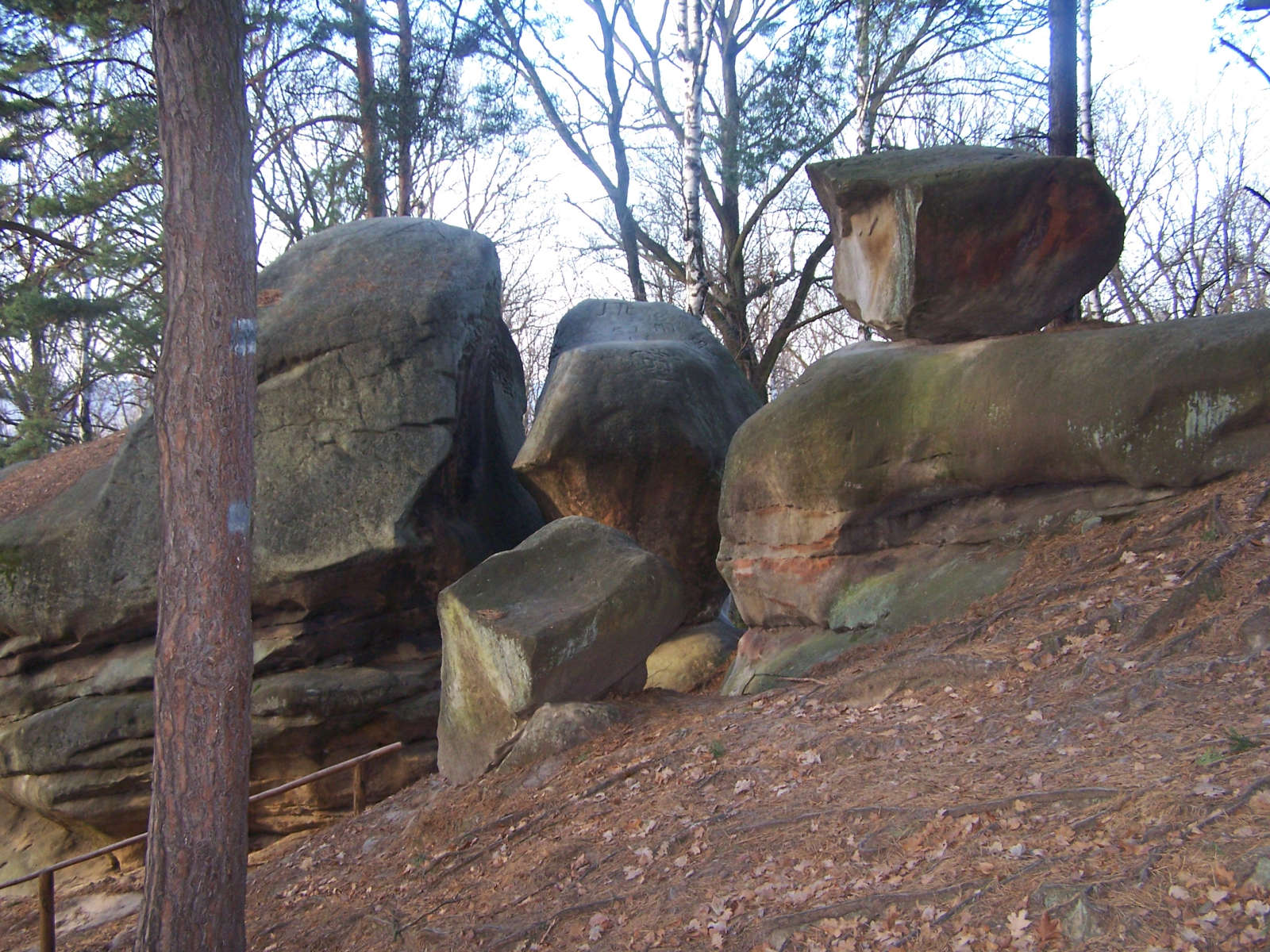
Skamieniałe Miasto

- Rezerwat przyrody Skamieniałe Miasto (Ciężkowice)

### Pogórze Rożnowskie

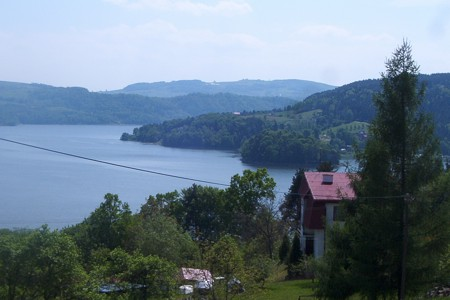
Jezioro Rożnowskie w okolicy Rożnowa

- Kąśna Dolna
- Styrek, 430 m
- Bruśnik
- Bukowiec
- Żebraczka, 502 m
- Przydonica
- Bartkowa-Posadowa
- Rożnów
- Ostra Góra, 483 m
- Tabaszowa
- Przełęcz św. Justa, 400 m

### Beskid Wyspowy

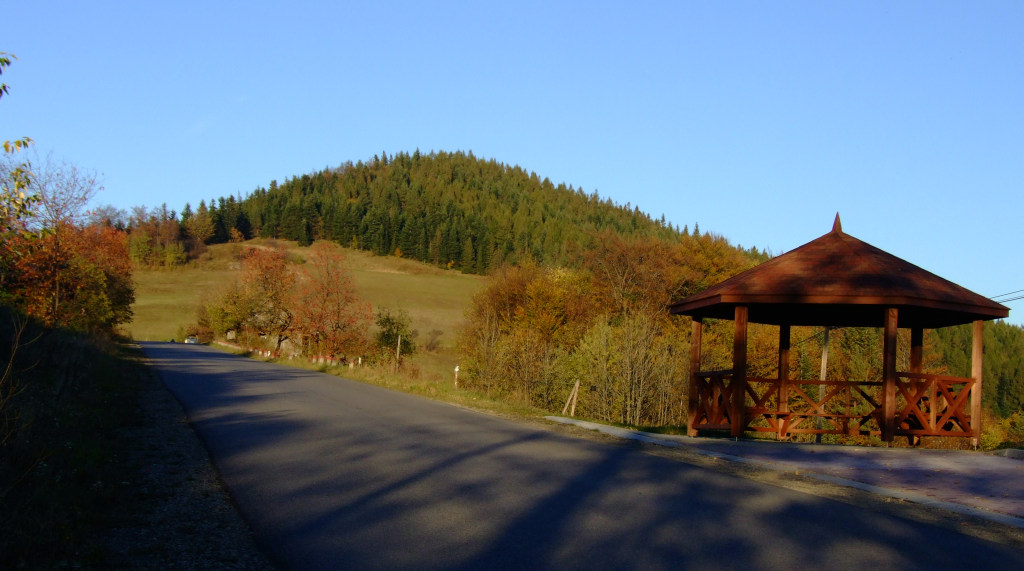
Przełęcz Ostra

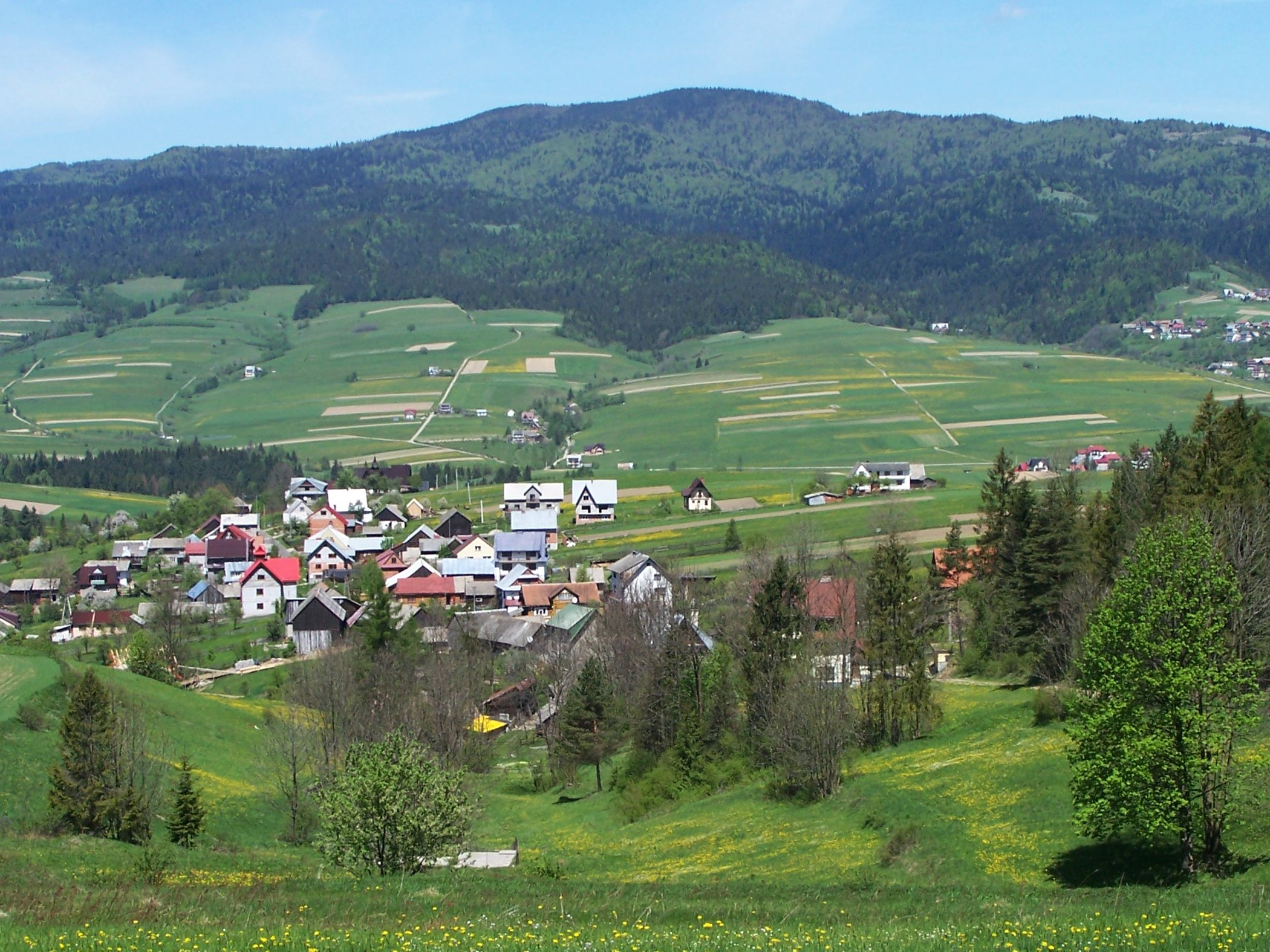
Lubań

- Jodłowiec Wielki, 486 m
- Świdnik
- Skrzętla-Rojówka
- Babia Góra, 728 m
- Jaworz, 921 m
- Sałasz Wschodni, 909 m
- Sałasz Zachodni, 868 m
- Limanowa
- Golców, 752 m
- Przełęcz Ostra, 800 m[2]
- Modyń, 1029 m
- Zbludza
- Kamienica

### Gorce
- Ochotnica Dolna
- Lubań, 1211 m
- Przełęcz Snozka, 653 m

### Pieniny

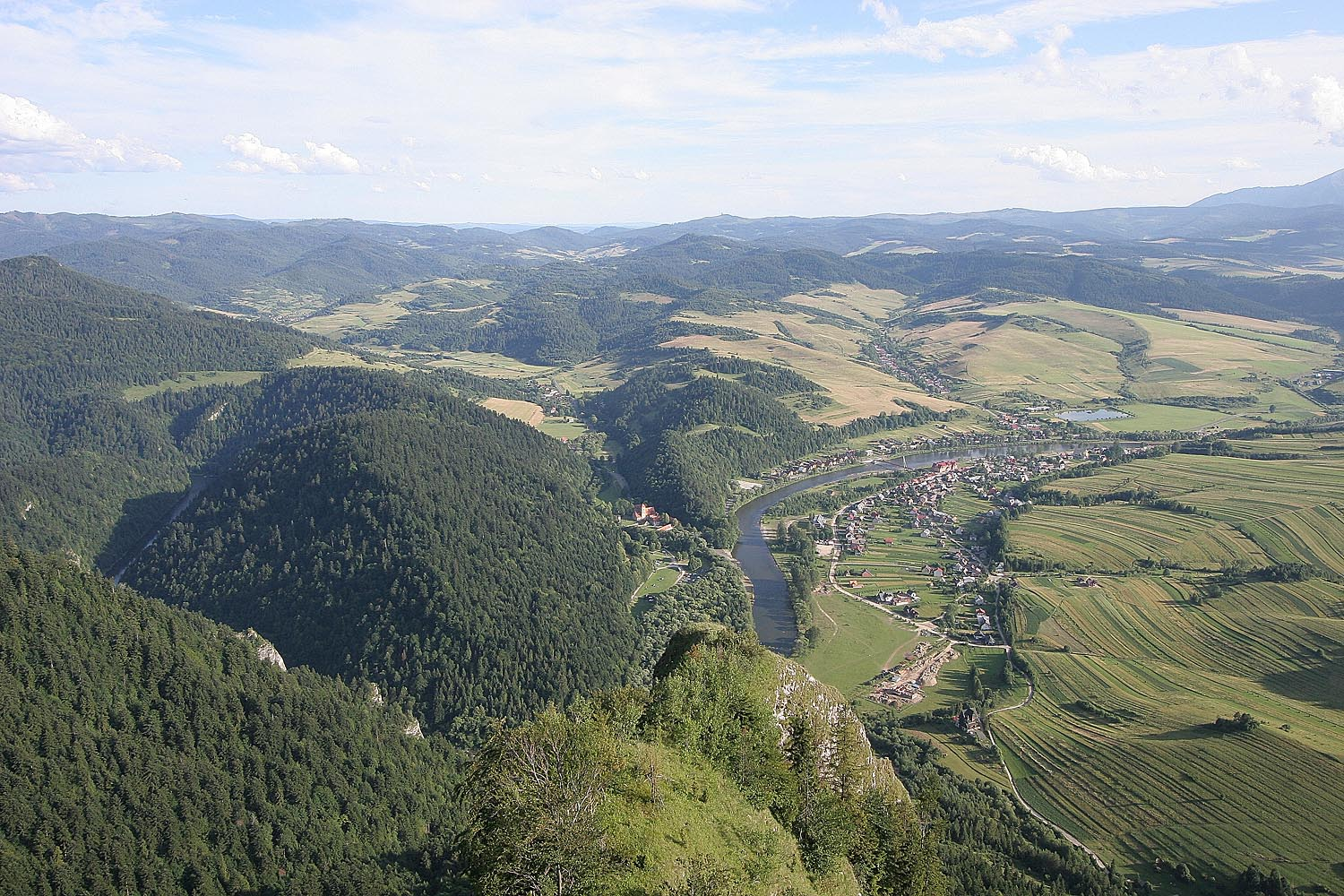
Widok z Trzech Koron

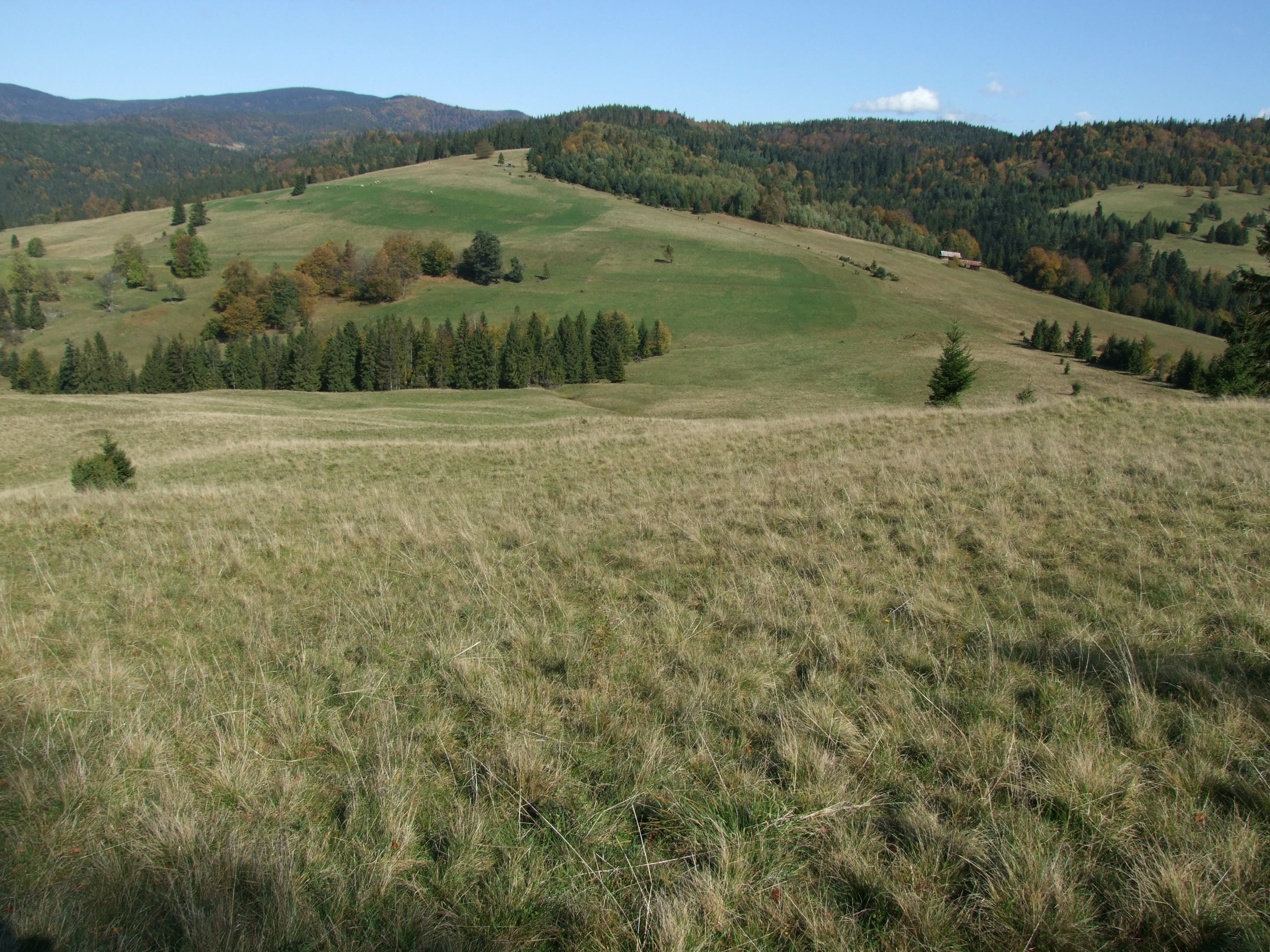
Przełęcz Rozdziela widziana z Wierchliczki

Główny Szlak Pieniński
- Czorsztyn
- Majerz, 689 m
- przełęcz Osice, 668 m
- przełęcz Trzy Kopce, 795 m
- przełęcz Szopka, 779 m
- Trzy Korony, 982 m
- Zamkowa Góra, 799 m
- Sokola Perć: 
  - Ociemny Wierch, 740 m
  - Czerteż, 774 m
  - Czertezik, 772 m
  - Przełęcz Sosnów, 650 m
  - Sokolica, 747 m
- Schronisko PTTK „Orlica”
- Szafranówka, 742 m
- Cyrhle, 774 m
- Durbaszka, 942 m[3][1]
- trawers Wysokiej
- Smerekowa, trawers na ok. 1000 m
- Wierchliczka, 964 m

### Beskid Sądecki
- przełęcz Rozdziela, 803 m
- Gromadzka Przełęcz, 931 m
- Wielki Rogacz, 1182 m